# Pomodoro costoluto fiorentino
Il pomodoro costoluto fiorentino è una cultivar di pomodoro prodotta in tutta la Toscana.
Viene raccolto a mano a partire dalla metà di agosto. È un prodotto della terra ottimo consumato fresco sia, una volta spellato, utilizzato per la preparazione di sughi e salse.
Ha un colore rosso intenso ed è caratterizzato, in superficie, da grinze che rientrano molto all'interno mentre la polpa è omogenea di sapore dolce e consistente.

## Produzione
I dati relativi al quantitativo di produzione del Pomodoro costoluto fiorentino non sono precisi, ma basati su stime. Per i comuni della provincia di Firenze si stimano 170 quintali di prodotto, mentre per i comuni della provincia di Arezzo ci si attesterebbe attorno ai 500 quintali di prodotto, secondo i dati dell'Agenzia regionale per lo sviluppo e l'innovazione nel settore agricolo-forestale.
Ogni pianta produce in un ciclo colturale da 2 a 5kg di frutti in pieno campo e da 4 a 8kg in serra.

## Varietà simili
Il pomodoro pisanello, tipico delle zone di Pisa e Livorno, è simile al pomodoro costoluto fiorentino, ma con costolature meno marcate.
Il pomodoro cuore di bue ha costolature irregolari e forma a pera, mentre il costoluto è più regolare e a forma di ciambella o toroidale.